# Medelhavsköket

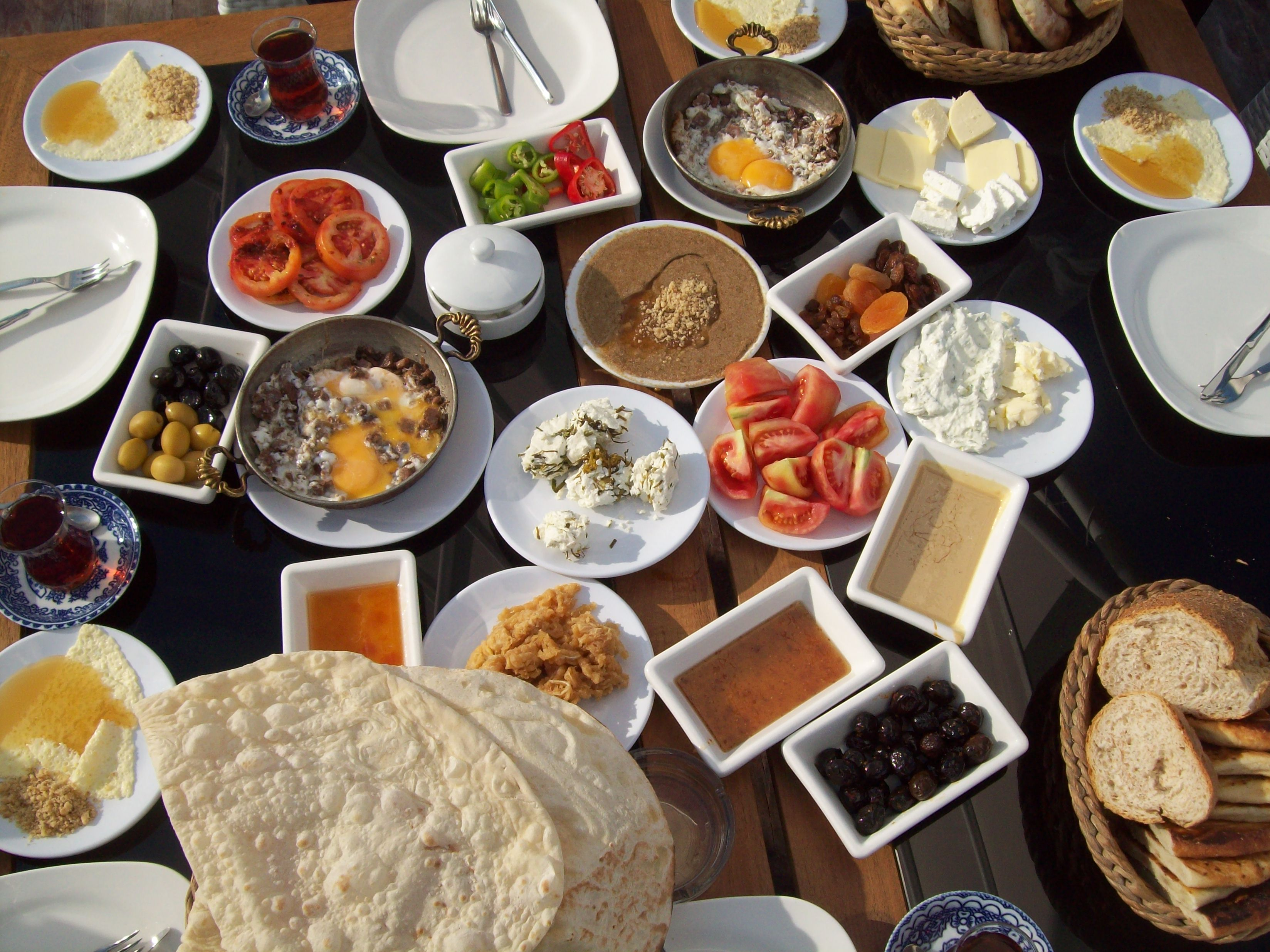
Turkisk frukost.

Med medelhavsköket avses maten i länderna vid medelhavskusten.
Det används ofta olivolja och mycket grönsaker i matlagningen. Det som anses göra den hälsosam är det fett, som används i matlagningen, samt att maten innehåller rikligt med antioxidanter. 
I medelhavskustens ingår varierade sallader och rätter med oliver, vitlök, balsamvinäger, tomater, fårost, getost, kött och fisk. Andra ingredienser är frukt, pasta, moussaka, fruktsoppor, lammgrytor, rätter baserade på fläsk- eller nötkött, torkad skinka och lufttorkad chark, grönsaksgratänger, pesto, cous-cous, pilaff, fruktsallader, risrätter som paella, olika fiskrätter, vinbladsdolmar, honung och tzatziki.